# Norbert Krohmer
Norbert Krohmer (* 1889 in München; † Mai 1933 in Ershausen) war ein deutscher Kirchenmaler. Er kam 1914 ins Eichsfeld und malte dort mehr als 30 – überwiegend katholische – Kirchen aus.

## Werke

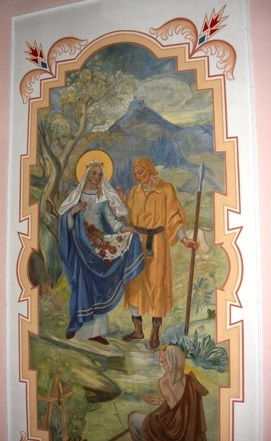
Rosenwunder der hl. Elisabeth, St. Magnus Schachtebich, 1928

Wand- und Deckengemälde von Krohmer befinden sich u. a. in
- St. Cyriakus, Bernterode
- St. Sebastian, Bickenriede
- St. Alban, Effelder
- Allerheiligen, Eichstruth
- St. Peter und Paul, Fretterode
- evangelische Heilandkapelle, Lengenfeld unterm Stein
- St. Magnus, Schachtebich
- St. Michael, Wachstedt
- St. Maria Magdalena, Wilbich